# هایکاشن، ارمنستان
هایکاشن (به ارمنی: Հայկաշեն) یک روستا در ارمنستان است که در استان آرماویر واقع شده‌است. هایکاشن در ۴۰ کیلومتری جنوب شرق آرماویر، مرکز استان آرماویر واقع شده‌است.

## خصوصیات
هایکاشن ۱٬۲۳۸ نفر جمعیت دارد و در ارتفاع ۸۳۰ متر بالاتر از سطح دریا قرار گرفته‌است.
| سال   | ۱۸۷۳ | ۱۸۸۷ | ۱۹۲۶ | ۱۹۳۹ | ۱۹۵۹ | ۱۹۷۰ | ۱۹۷۹ | ۲۰۰۴ | ۲۰۰۵ | ۲۰۰۸ |
| جمعیت | ۶۱۸  | ۵۶۹  | ۱۹۰  | ۲۶۶  | ۶۰۰  | ۸۰۴  | ۹۲۵  | ۱۴۱۵ | ۱۴۵۷ | ۱۲۳۸ |